# Kristoffer Halvorsen
Kristoffer Halvorsen (ur. 13 kwietnia 1996 w Kristiansand) – norweski kolarz szosowy.

## Osiągnięcia
Opracowano na podstawie:

2013
- 1. miejsce na 3. etapie Tour of Istria
- 1. miejsce na 1. etapie Trofeo Karlsberg

2016
- 2. miejsce w Nokere Koerse
- 1. miejsce na 1. etapie ZLM Roompot Tour (jazda drużynowa na czas)
- 2. miejsce w mistrzostwach Norwegii U23 (start wspólny)
- 3. miejsce w mistrzostwach Norwegii (start wspólny)
- 1. miejsce na 3. etapie Tour de l’Avenir
- 1. miejsce w Grand Prix d’Isbergues
- 1. miejsce na etapach 3b i 4. Olympia’s Tour
- 1. miejsce w mistrzostwach świata U23 (start wspólny)

2017
- 1. miejsce w Handzame Classic
- 1. miejsce w klasyfikacji punktowej Tour de l’Avenir
  - 1. miejsce na 3. etapie

2018
- 2. miejsce w Handzame Classic

2019
- 1. miejsce na 5. etapie Herald Sun Tour
- 2. miejsce w Handzame Classic
- 2. miejsce w Tour of Norway
  - 1. miejsce w klasyfikacji młodzieżowej
  - 1. miejsce na 6. etapie

2021
- 3. miejsce w Boucles de la Mayenne
- 1. miejsce na 3. etapie Okolo Slovenska

2023
- 3. miejsce w Grand Prix Criquielion

## Rankingi
| Rok             | 2016 | 2017 | 2018 | 2019 | 2020 | 2021 | 2022 | 2023 |
| --------------- | ---- | ---- | ---- | ---- | ---- | ---- | ---- | ---- |
| World Ranking   | 106. | 318. | 472. | 152. | 557. | 196. | -    | 563. |
| UCI Europe Tour | 55.  | 145. | 270. | 125. | 454. | 166. | -    | -    |
| UCI Asia Tour   | 27.  | -    | -    |      |      |      |      |      |
|                 |      |      |      |      |      |      |      |      |
| Źródło: UCI     |      |      |      |      |      |      |      |      |